# Malayepipona seomyty
Malayepipona seomyty (лат.) — вид одиночных ос рода Malayepipona (Eumeninae). Название происходит от имени места обнаружения (Seomyty).

## Распространение
Ориентальная область, в том числе, Вьетнам (Seomyty, Sa Pa, Lao Cai Province).

## Описание
Мелкие осы (длина около 1 см). Основная окраска чёрная с желтовато-оранжевыми отметинами. Следующие части оранжево-жёлтые: крупные пятна на верхнем боковом углу и мелкие пятна на нижнем боковом углу наличника, узкая полоса по внутреннему краю глаза, идущая от низа лба до почти глазного синуса, пятно на лбу, пятна на базальной части жвал, скапусе усиков внизу, узкая перевязь у вершинного края первого тергита. Ноги чёрные, за исключением следующих частей оранжево-желтых: пятна на внутренней стороне передних голеней, верхней части средних и задних бедер. Проподеальные вальвулы тёмно-коричневые. Крылья тёмно-коричневые. Голова: расстояние от задних глазков до апикального края темени короткое, примерно в 1,5 раза больше расстояния от задних глазков до внутреннего края глаза; наличник сбоку заметно выпуклый в основной половине, затем слегка вдавлен и идет прямо к апикальному краю (у других видов слабо выпуклый); щитик и заднеспинка с продольным вдавлением посередине; проподеум с дорсальной и задней поверхностями, ограниченными тупым краем, граница между задней и боковой поверхностями тупоугольная. Нижнечелюстные щупики 6-члениковые, а нижнегубные состоят из 4 сегментов (формула 6,4).

## Таксономия
Таксон Malayepipona seomyty был впервые описан в 2013 году вьетнамским гименоптерологом Lien Thi Phuong Nguyen (Institute of Ecology and Biological Resources, Вьетнамская академия наук и технологий, Ханой, Вьетнам) и американским коллегой Джеймсом Карпентером (Американский музей естественной истории, США), а валидный статус подтверждён в ходе ревизии, проведённой в 2021 году китайскими энтомологами Yue Bai, Bin Chen, Ting-Jing Li (Chongqing Normal University, Чунцин, Китай).